# HD 10180 c
HD 10180 c è un pianeta extrasolare che orbita intorno alla stella di tipo solare HD 10180 distante circa 128 anni luce dalla Terra, nella costellazione dell'Idra Maschio.

## Scoperta
HD 10180 c fu scoperto il 24 agosto 2010 da un gruppo di ricerca, guidato da Christophe Lovis, dell'università di Ginevra. Il gruppo individuò HD 10180 c, ipotizzando che facesse parte di un sistema planetario di sette pianeti, assicurandone la presenza di cinque di questi. I pianeti sono stati rilevati utilizzando lo spettrografo HARPS, in collaborazione con il telescopio di 3,6 metri dell'ESO presso l'osservatorio di La Silla in Cile, utilizzando la spettroscopia Doppler.

## Parametri orbitali

Rappresentazione delle orbite dei sette pianeti. L'orbita contrassegnata dalla lettera c è quella corrispondente a HD 10180 c.

HD 10180 c è un pianeta extrasolare gigante gassoso avente una massa pari a circa tredici volte quella terrestre, cioè pari a quattro centesimi della massa gioviana: si tratta quindi di un pianeta gioviano avente più o meno la massa di Nettuno. Al momento sapere dati quali periastro ed afastro, raggio e magnitudini, non è possibile poiché una massa minima planetaria può essere attualmente ottenuta e l'inclinazione dei pianeti non è nota. Il pianeta dista circa dieci milioni di chilometri dalla stella, e percorre l'orbita intorno all'astro madre in circa cinque giorni e diciotto ore. Il pianeta mostra anche una certa risonanza orbitale con HD 10180 b (1:5) e HD 10180 d (1:3).

### Generiche
- Gigante gassoso
- Pianeta extrasolare

### Riferite al sistema
- HD 10180